# Schloss Warth

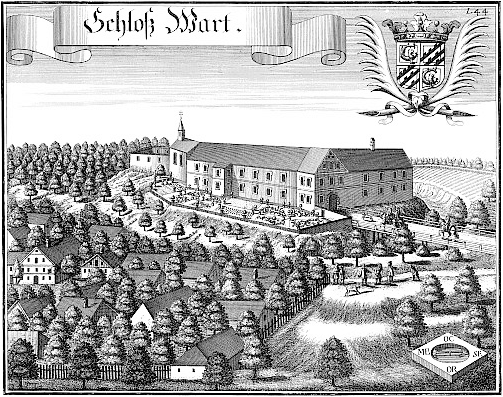
Schloss Warth nach einem Stich von Michael Wening von 1726

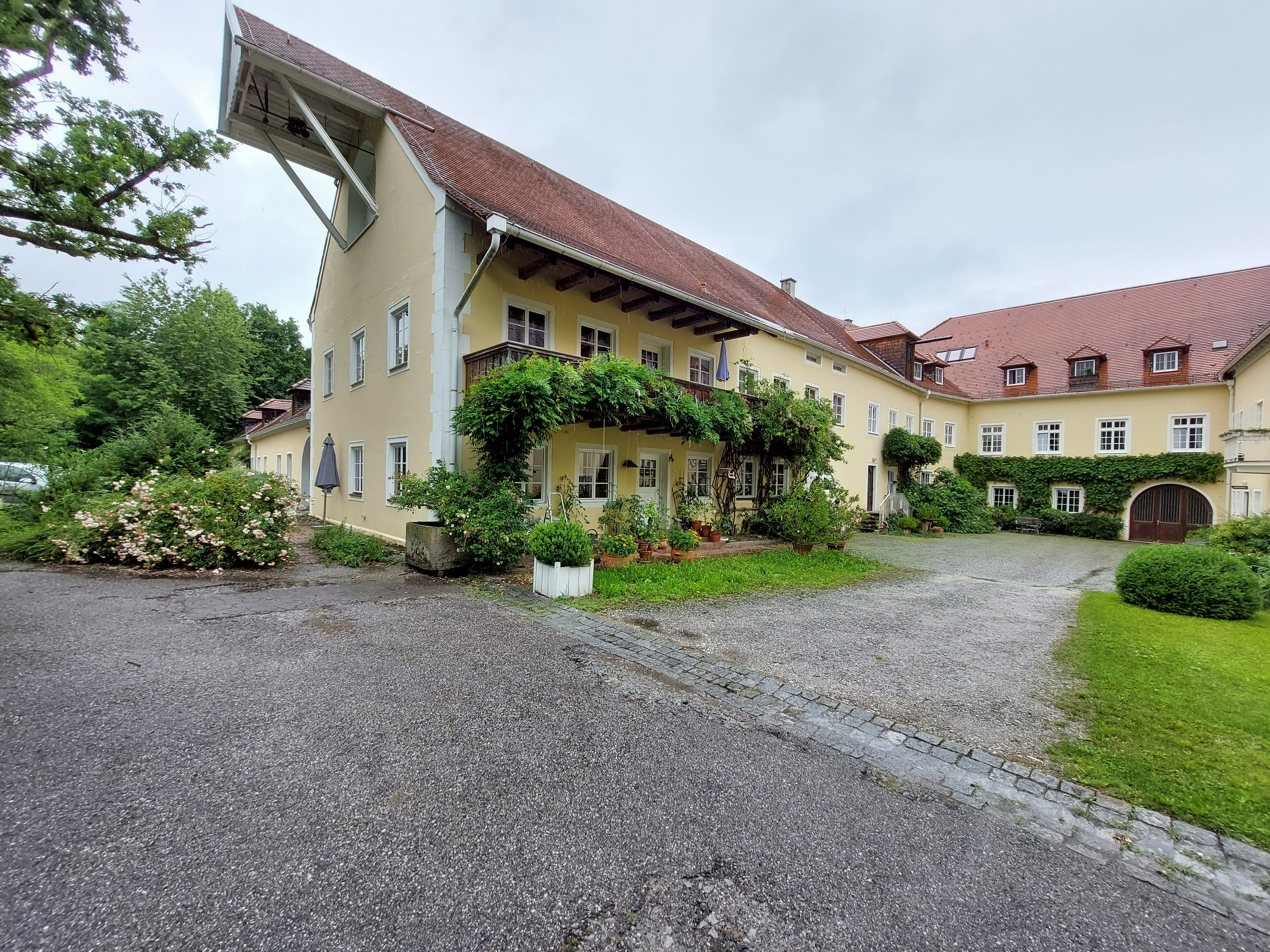
Schloss Warth (2021)

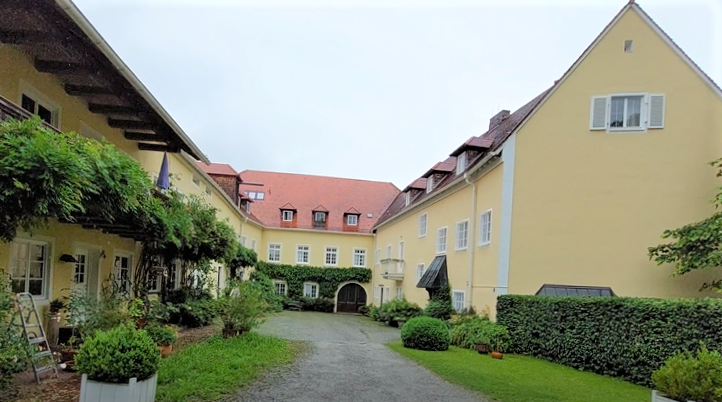
Schloss Warth (2021)

Das Schloss Warth befindet sich in Warth, einem Gemeindeteil der niederbayerischen Gemeinde Marklkofen im Landkreis Dingolfing-Landau. Das Schloss liegt auf einer Anhöhe, ca. 380 m von der Vils entfernt. Das denkmalgeschützte Gebäude ist als Baudenkmal unter der Aktennummer D-2-79-126-64 eingetragen. Die Anlage ist auch als Bodendenkmal mit der Aktennummer D-2-7441-0101 und der Beschreibung „untertägige Befunde des Mittelalters und der frühen Neuzeit im Bereich von Schloss Warth mit zugehöriger, abgegangener Schlosskapelle St. Anna, darunter die Spuren von Vorgängerbauten bzw. älteren Bauphasen“ verzeichnet.

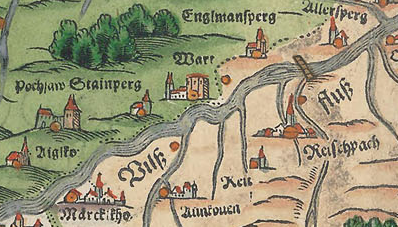
Schloss Warth auf den Bairischen Landtafeln von Philipp Apian

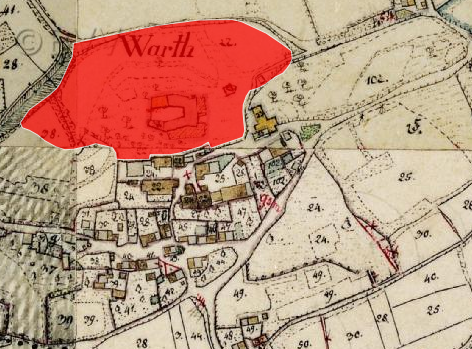
Schloss Warth auf dem Urkataster von Bayern

## Beschreibung
Über die Burg schreibt Philipp Apian in der Mitte des 16. Jahrhunderts: „Zur Wart arx pervetusta et ampla in monte ad Vilissum sita“ (= zur Wart eine sehr alte und große Burg auf einem Berg nahe der Vils gelegen). Auf seiner Karte überragt ein gewaltiger Turm, der noch aus dem 13. Jahrhundert stammt, die Ortskirche und einen mehrteiligen Wohntrakt. Der Turm, die „Warth“, war auf einem achteckigen Grundriss aufgebaut und war mindestens fünf Stockwerke hoch. Nach allen Seiten waren quadratische Schartenöffnungen in das Mauerwerk gebrochen. Im Westen stand noch ein kleinerer viereckiger Turm mit einem Satteldach. Zwischen den beiden Türmen befand sich der mehrteilige Wohntrakt. In der Topographie von Michael Wening heißt es, „Ein Schloß und Hofmarch / sollte dem Vernemmen nach den Namern daher bekommen haben / weilen es in der Höhe deß Fluß der Vilß gelegen / von starcken Gemäuern erbauet / schon vor längsten ein Zueflucht vor einem Anlauff der Feinden geweßt / allso man auff den Feind in der Warth gestanden ... Seythero es von denen Schweden gänzlich ruiniert geweßt / hat man es gleichwolen in einen solchen Standt gebracht / daß anjetzo einig zur Wohnung nöthiges Underkommen zu haben.“ Der Stich von Michael Wening zeigt eine unregelmäßige zweigeschossige Anlage mit drei Flügeln, die mit einem Satteldach gedeckt ist. Die Fenster weisen profilierte geohrte Rahmungen auf. Im Südwesten ist eine Kapelle mit zwei hohen Rundbogenfenstern und einem Dachreiter angebaut. Daran schloss sich eine hohe Umfassungsmauer an. Der Zugang zu dem Schloss liegt im Norden. Hier sind drei Fensterachsen zusammengenommen, über denen ein Dreiecksgiebel mit einem umlaufenden Putzband steht. Die rundbogige Toreinfahrt wird von einer genuteten Quaderung eingerahmt. Um die Schlossanlage verläuft im Osten und Norden ein tiefer Graben, über den eine Holzbrücke zum Eingang führt. Vor der Südfront ist ein Ziergarten angelegt.
Im Urkataster wird der Besitz folgendermaßen beschrieben:  „Schloss und Schlosskapelle, Holzschupfe und Hofraum, Kellergebäude, Getreidestadel, Bräuhaus, ferner Gärten, Äcker, Wiesen, Waldungen, Ödungen, Weiher.“ In den 1960er Jahren wurde das Schloss renoviert.

## Geschichte
Die Veste Warth erscheint 1268 als Lehen des Bistums Regensburg, das Konrad von Haarbach und zuvor sein Vater innehatte. Ihnen folgten die Warter, vermutlich Ministeriale der Grafen von Ortenburg und des Bistums Passau. In der Familie der Warter verblieb das Schloss bis ca. 1470. Der Letzte aus diesem Geschlecht war Christoph Warter zu Warth und Steinach, Pfleger auf St. Georgenberg von Passau. Ihm folgte ab dem 9. Mai 1471 bis 1488 Georg Donnersteiner zu der Warth, Hohenstein und zum Donnerstein, der mit Wandula Warter verheiratet war. Dann kam Max Warter zu der Warth und Steinach, Richter und Kastner zu Reisbach, verheiratet in erster Ehe mit Anna von Höhenrain und in zweiter Ehe mit Amelie von Notthafft zu Wernberg. Von den Söhnen des Max, Wolf, Christoph und Marx, erhielt 1506 Georg Nothaft zu Wernberg das Schloss Warth zu Lehen. Dann folgten 1514 Wolfgang und Christoph die Warter zu der Warth und Steinach. Am 3. Oktober 1524 teilten die Brüder ihren Besitz, Schloss Warth kam an Wolfgang und Schloss Steinach an Christoph Warter. Nach weiteren drei Generationen kam der Besitz am 28. Dezember 1556 an Wolf Marx Warter zu der Warth und Freinberg († 1563). Nach seinem Tod ging der Besitz auf seine Frau Brigitta Warter zu der Warth und Freinberg über. Diese heiratete in zweiter Ehe Haimeran von Haunsberg. 1571 verkaufte sie Warth an ihren Vetter Hans Sigmund von Parsberg. Ab 1597 war der Besitz in der Hand von dessen Frau Appolonia von Parsberg. Ihr folgte um 1600 Johann Sigmund Nothaft von Wernberg zu Aholming, Warth, Oberschneiding, Puchhausen etc. († 10. Juni 1632). Ihm folgte seine Witwe Eva Nothaft († 1642). Danach kam Warth an Hans Georg Freiherr von Closen, den Universalerben nach Eva Nothafft.
Am 17. März kam die Hofmark an Egon Anton Graf zu Fürstenberg, Landgraf an der Baar (* 23. April 1656; † 10. Oktober 1716). Er verheiratete sich am 11. Januar 1677 mit Marie de Ligny und verkaufte Warth am 13. Oktober 1685 an Johann Anton Emanuel Freiherr von Berchem zu Blutenburg. Ihm folgte um 1691 Anton Marquard Freiherr von Imhof zu Günzelkofen, Königsberg und Warth, kurbayerischer Regierungsrat und Forstmeister zu Burghausen (1655–1719). Er war in erster Ehe verheiratet mit Maria Katharina von Berchem, in zweiter Ehe mit Maria Richildis Theresia von Neuching auf Riederstein und in dritter mit Maria Franziska von Wolfsthal. Über die Erben des Anton Marquard kam der Besitz um 1722 an Adam Joseph Freiherr von Imhof (* 1688; † 3. Dezember 1729). 1737 ist Franz Xaver Ludwig Oktavian Freiherr von Imhof, Domherr zu Fritzlar, der hiesige Besitzer. Danach folgte Felix Cajetan Stanislaus Freiherr von Imhof zu Günzelkofen und Warth (* 30. Juli 1713; † 5. März 1743). Er war verheiratet mit Maria Cäcilia Eleonora, geb. von Pfetten. Diese verwaltete bis 1748 die Hofmark, die dann bis 1780 an Johann Ignaz Freiherr von Pfetten (* 13. Juli 1719; † 22. Dezember 1803), kurbayerischer Kämmerer und Erbschenk des Hochstiftes Regensburg, fiel. Er war der zweite Gatte der Maria Cäcilia Eleonora, verw. Imhof. Nachfolger wurde 1780 Marquard Ignaz Freiherr von Pfetten zu Mariakirchen, Warth, Königsberg und Furth, kurfürstlich bayerischer Kämmerer und Hofkavalier, verheiratet mit Maria Anna Freiin von Schneidt, Erbin von Ramspau. Bis zum 21. Januar 1816 war der hiesige Besitzer Joseph Freiherr von Pfetten auf Warth (* 28. März 1780 in Warth; † 21. Januar 1816 in München), königlich bayerischer Kämmerer und Oberpostmeister in München und verheiratet mit Josepha, geb. Kobell (* 8. April 1777 in Mannheim; † 10. April 1847 in München). Auf ihn folgten seine Söhne Karl (* 19. Dezember 1809; † 15. Oktober 1876 in München) und Max Freiherren von Pfetten, wobei Karl Herr auf Warth wurde und Max Ramspau übernahm.